# Centro Altamurano Ricerche Speleologiche
Il Centro Altamurano Ricerche Speleologiche (noto anche con l'acronimo CARS) è un'associazione il cui scopo è quello di scoprire, esplorare e valorizzare le grotte e le formazioni carsiche del territorio di Altamura. e anche sul panorama nazionale.L'associazione è nota per aver scoperto, nel 1993, il cosiddetto Uomo di Altamura.

## Storia
L'associazione è stata fondata l'anno 1950, poco dopo l'apertura al pubblico delle Grotte di Castellana, che avevano risvegliato l'interesse per le bellezze naturali pugliesi. L'associazione si prefiggeva (e si prefigge) lo scopo di esplorare le numerosissime grotte del territorio di Altamura (essendo il territorio carsico) e nei primi anni ha compiuto numerose scoperte di grotte alcune delle quali erano del tutto sconosciute, mentre di altre si erano perse le tracce.
L'associazione si occupa anche della formazione di speleologi, nonché della pubblicazione di articoli scientifici su un proprio bollettino.

## Scoperte
La scoperta forse più importante che il CARS ha compiuto è probabilmente quella del 1993 relativa all'Uomo di Altamura, scoperto nella città omonima e consistente nei i resti calcificati di un uomo di Neanderthal. L'associazione gestisce anche il Centro visite Lamalunga, dal quale è possibile vedere da remoto i resti dell'Uomo di Altamura e dal 2017 ha anche in gestione il museo di Palazzo Baldassarre di Altamura.
Nel 2020 ha scoperto la Grotta MCXXI in territorio di Altamura.